# 트윙크 (게이 용어)

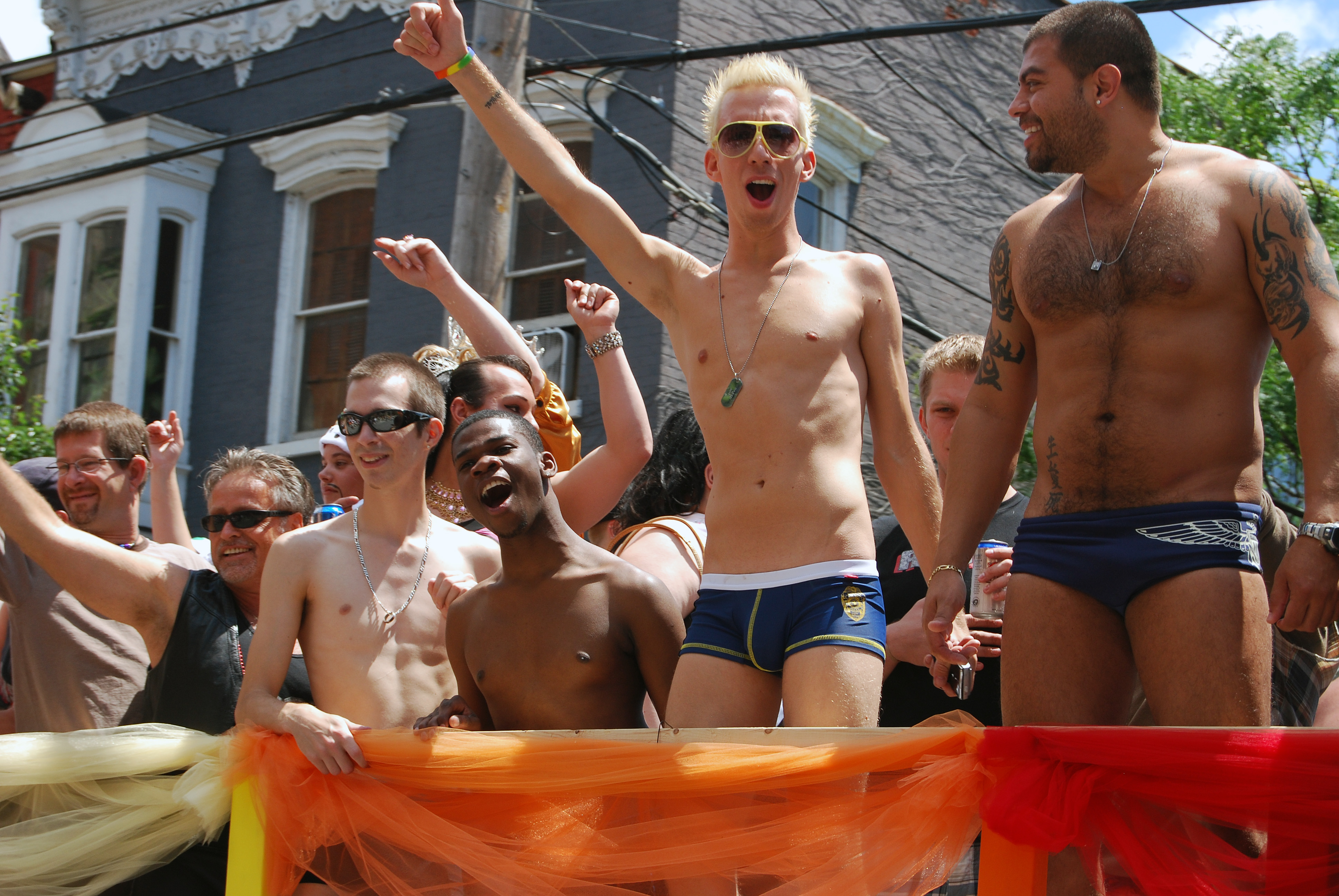
가운데 남자는 트윙크에 속하며, 그 오른쪽 남자는 베어에 속한다.

트윙크(Twink)는 게이 용어 중 하나로, 젊거나 젊어 보이는 외모를 가지고, 마른 남성을 뜻한다.

## 같이 보기
- 나이 차이와 성적 관계